# Kontraroterande propeller
Kontraroterande propeller eller dubbel motroterande propeller är en propellertyp där två tandemliggande propellrar roterar i motsatt riktning kring en gemensam axel, så kallad koaxial motrotation eller kontrarotation. Tekniken används vanligtvis för att minimera effekten av vridmoment från vevaxel och propeller genom att använda var propellers motgående vridmoment för kontra varandra, men även för att få ut högre propellereffekt genom den dubbla propellerarean.
Kontraroterande propellrar är historiskt mycket vanligt hos torpeder men förekommer även inom flyg- och båtmotorteknik.

## Fördelar

### Minimerat vridmoment
Vridmoment är problematiskt hos farkoster som propellerflygplan och torpeder då kraftigt vridmoment skapar gyralmoment och rolltendens som gör att farkosterna konstant vill vrida sig åt den riktning vridmomentet går åt, något som traditionellt kontras med rodertrim eller manuell rodermanövrering. Vridmoment blir högre vid högt motorpådrag och ökar baserat på motorstyrka och propellerdiameter, etc. Detta gör till exempel att propellerflygplan med traditionell enkel propeller ofta konstrueras med begränsad motorstyrka för att slippa problemen med högt vridmoment. Hög motorstyrka och propellerdiameter, etc, är dock nödvändigt för högre flygprestanda varav sport- och stridsflygplan historiskt letat efter alternativa lösningar för att kontra högt vridmoment och samtidigt kunna bruka kraftiga motorer och propellrar. Historiska exempel på detta är bland annat snedvinklat sidoroder och osymmetriskt vingspann, etc. Dessa lösningar fungerar dock enbart till viss grad då de inte justeras vid högre motorpådrag. Kontraroterande propeller-principen löser dock detta eftersom var propeller roterar lika snabbt som den andra och därmed kontras vridmomentet lika mycket oberoende pådrag, vilket upphäver gyralmomentet och rolltendensen.

### Minskat propellerfält
En alternativ fördel med kontraroterande propellrar utöver det minimerade vridmomentet är att propellereffekten ökas av den dubbla propellerarean. Samma area på en enkel propeller skulle betyda ett högt antal propellerblad och en stor propellerdiameter vilket leder till högre vridmoment. Eftersom kontraroterande propellrar automatiskt kontrar vridmoment kan de utformas med mycket stor gemensam propellerarea utan att skapa problem med vridmoment. Detta utnyttjas bland annat för att minska propellerfältet i syfte att tillåta lägre landställ genom att använda mindre propellrar till samma effekt som en enkel större propeller. Lägre landställ är praktiskt vid start och landning då piloten ser mer av landbanan och kan starta och landa i en mer horisontell vinkel. Kortare landställ är även enklare att göra robusta än längre landställ.